# Heilbronn
Heilbronn [haɪ̯lˈbrɔn] Heilbronnⓘ este un oraș în nordul landului Baden-Württemberg, din Germania, situat pe malul râului Neckar. Are cca 125 mii locuitori (în 1975 avea 115 mii, iar în 1939 cca 80 mii).

## Istoric
A fost fondat în 781. În sec. XIX devine un important centru industrial. În 1944-1945 orașul a suferit mult în urma bombardamentelor aviației anglo-americane (e cunoscut mai ales bombardamentul din 4 decembrie 1944 în care au murit peste 6 500 civili). După război orașul redevine un centru industrial și comercial dinamic (industrie electrotehnică, alimentară ș.a.).

## Obiective turistice
Printre principalele obiective turistice se numără biserica medievală Nikolaikirche, Biserica Sfântul Kilian, mănăstirea Sf. Petru și Pavel (în stil gotic), primăria, parcurile Pfühlpark, Wertwiesenpark, Grădina botanică de pomi fructiferi (Botanische Obstgarten Heilbronn)  ș.a.

## Personalități marcante
- Julius Robert von Mayer (1814-1878), medic și fizician
- Paul Finsler (1894-1970), matematician
- Heide Rühle (n. 1948), politician, europarlamentar, președintele partidului Verzii din 1990 până în 1991
- Sibel Kekilli (n. 1980), actriță, 2004 a câștigat mai multe premii printre care la Berlinale, pentru rolul principal din filmul Cu capul înainte (Gegen die Wand, 2004) iar filmul a luat premiul Ursul de Aur

## Galerie

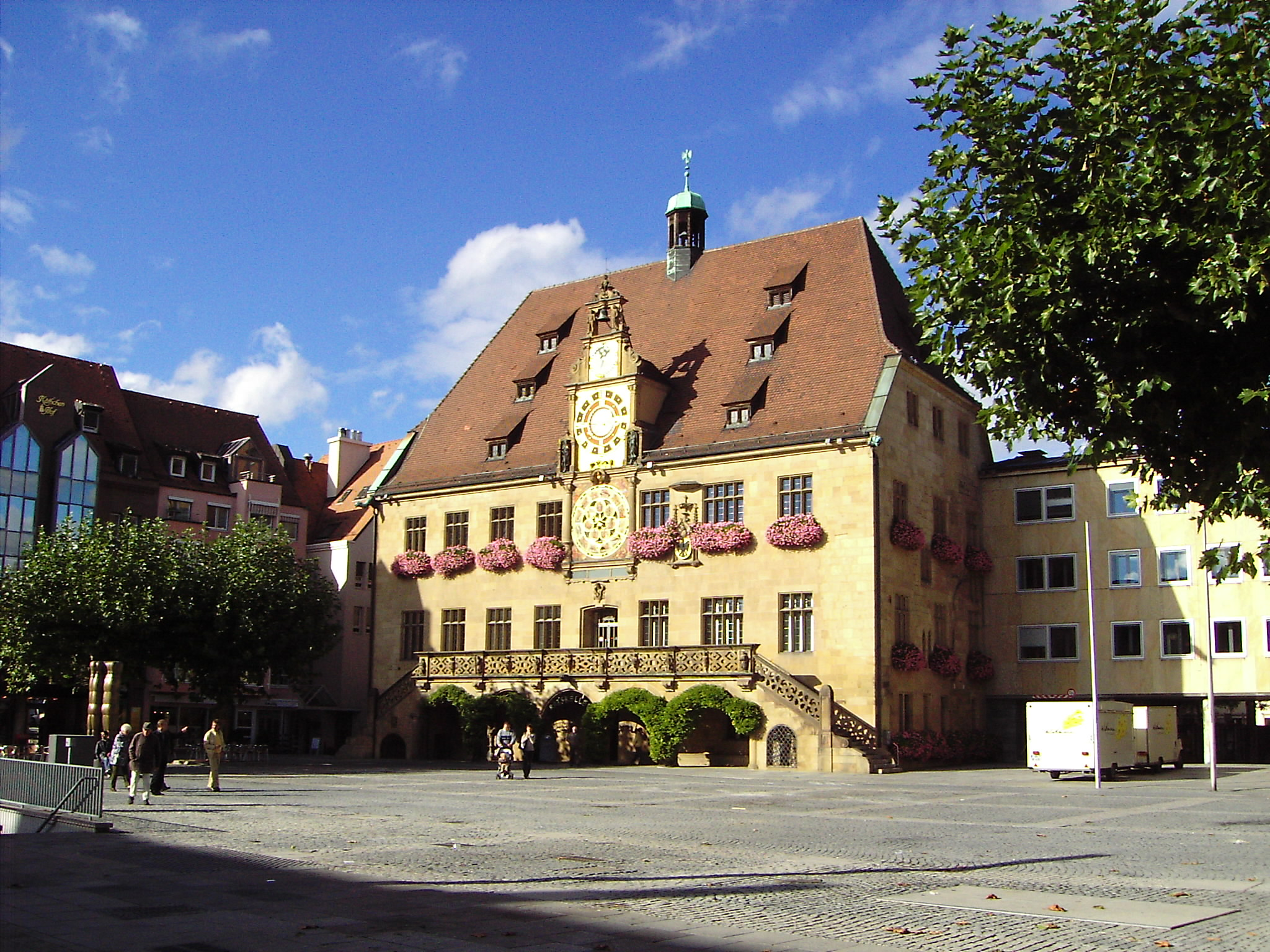
Primăria din Heilbronn
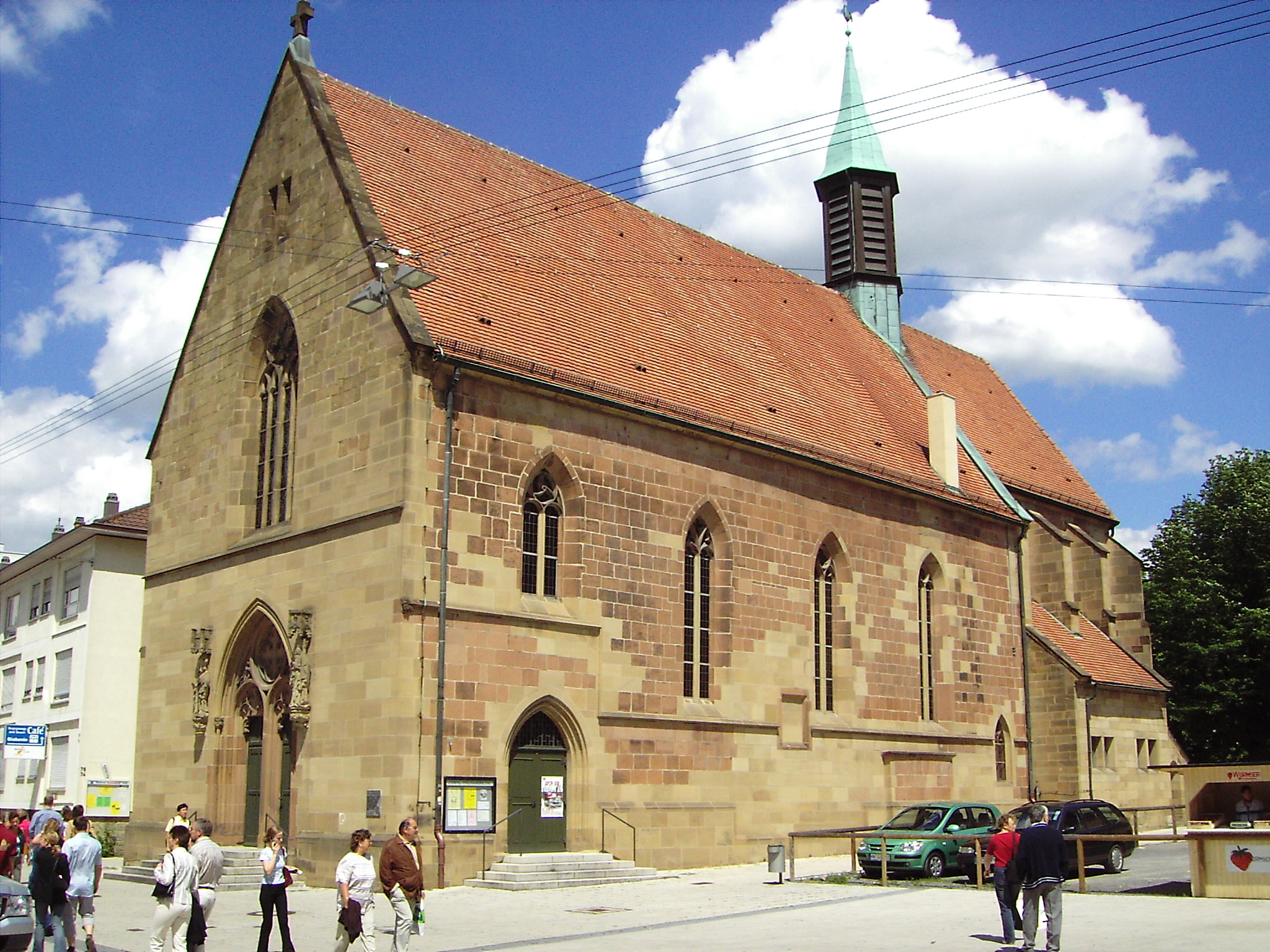
Nikolaikirche

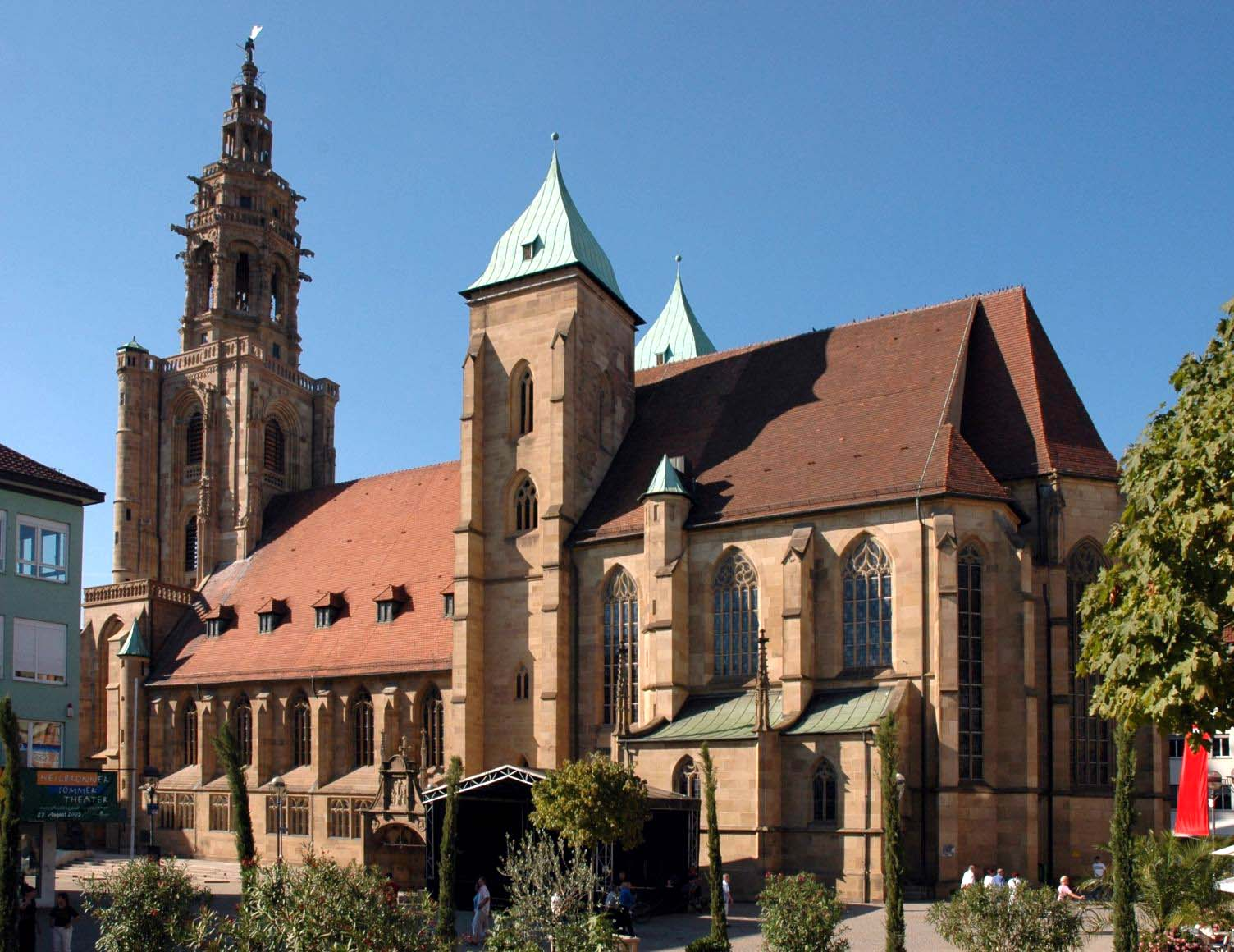
Biserica Sfântul Kilian
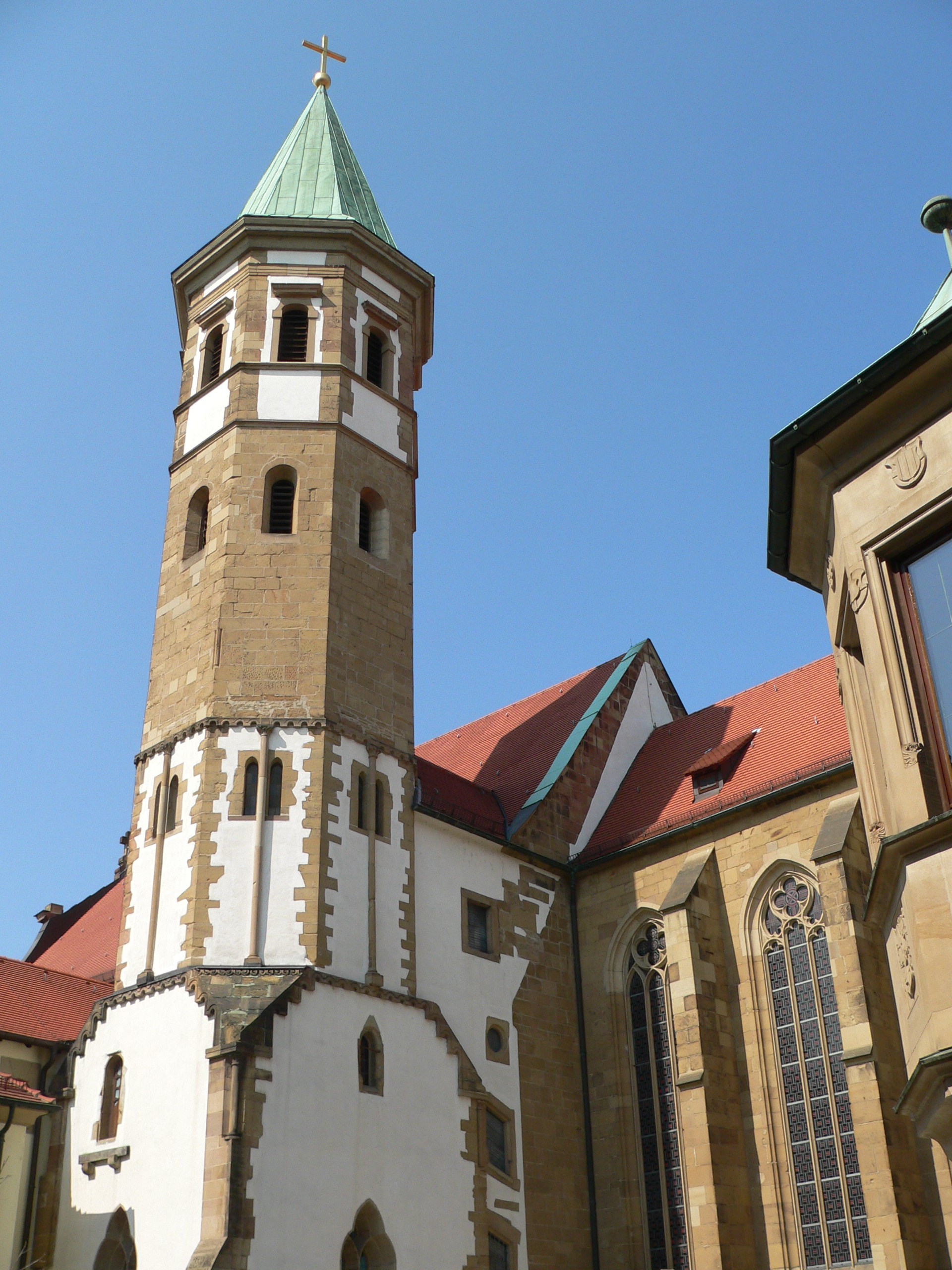
Turnul mănăstirii Sf. Petru și Pavel